# Двоенский сельский округ
Двоенский сельский округ — упразднённая административно-территориальная единица, существовавшая на территории Егорьевского района Московской области в 1994—2003 годах.
Двоенский сельсовет был образован в первые годы советской власти. По данным 1923 года он входил в состав Двоенской волости Егорьевского уезда Московской губернии.
В 1925 году к Двоенскому с/с были присоединены Тимохинский и Фильчаковский с/с, но уже в 1926 году они были выделены обратно.
В 1926 году Двоенский с/с включал село Воронцово, деревни Букишино, Варлыгино, Двойни, Никитинская, Тимохино и Фильчаково, а также лесную сторожку.
В 1929 году Двоенский с/с был отнесён к Егорьевскому району Орехово-Зуевского округа Московской области. При этом к нем убыл вновь присоединён Фильчаковский с/с.
28 декабря 1951 года из Двоенского с/с в Горский было передано селение Новый Путь.
14 июня 1954 года к Двоенскому с/с был присоединён Юрцовский сельсовет.
27 июня 1959 года к Двоенскому с/с был присоединён Горский с/с.
1 февраля 1963 года Егорьевский район был упразднён и Двоенский с/с вошёл в Егорьевский сельский район. 11 января 1965 года Двоенский с/с был передан в восстановленный Егорьевский район.
6 марта 1975 года из Двоенского с/с в восстановленный Полбинский с/с были переданы селения Гора, Дмитровка, Новый Путь, Кумово, Скорнево и Тимохино.
23 июня 1988 года в Двоенском с/с была упразднена деревня Букишино.
3 февраля 1994 года Двоенский с/с был преобразован в Двоенский сельский округ.
11 марта 2003 года Двоенский с/с был упразднён. При этом его территория была передана в Подрядниковский сельский округ.